# Celleporaria endivia
Celleporaria endivia är en mossdjursart som först beskrevs av Jean-Baptiste Lamarck 1816.  Celleporaria endivia ingår i släktet Celleporaria och familjen Lepraliellidae. Inga underarter finns listade i Catalogue of Life.